# Schoenobryum julaceum
Schoenobryum julaceum là một loài rêu trong họ Cryphaeaceae. Loài này được Dozy & Molk. miêu tả khoa học đầu tiên năm 1848.